# کوموروو (استان لوبوسکی)
کوموروو (به لهستانی:  Komorów) یک روستا در لهستان است که در گمینا گوبین واقع شده‌است.